# Přísečno (Uhelná Příbram)
Přísečno (německy Priesetschno) je malá vesnice, část městyse Uhelná Příbram v okrese Havlíčkův Brod v Kraji Vysočina. Nachází se asi 3 km na severovýchod od Uhelné Příbramě. Prochází zde silnice II/345. V roce 2009 zde bylo evidováno 8 adres. V roce 2001 zde trvale žilo 9 obyvatel. Osadou protéká Nejepínský potok, který je levostranným přítokem řeky Doubravy.
Přísečno leží v katastrálním území Pukšice o výměře 4,92 km2.

## Fotogalerie

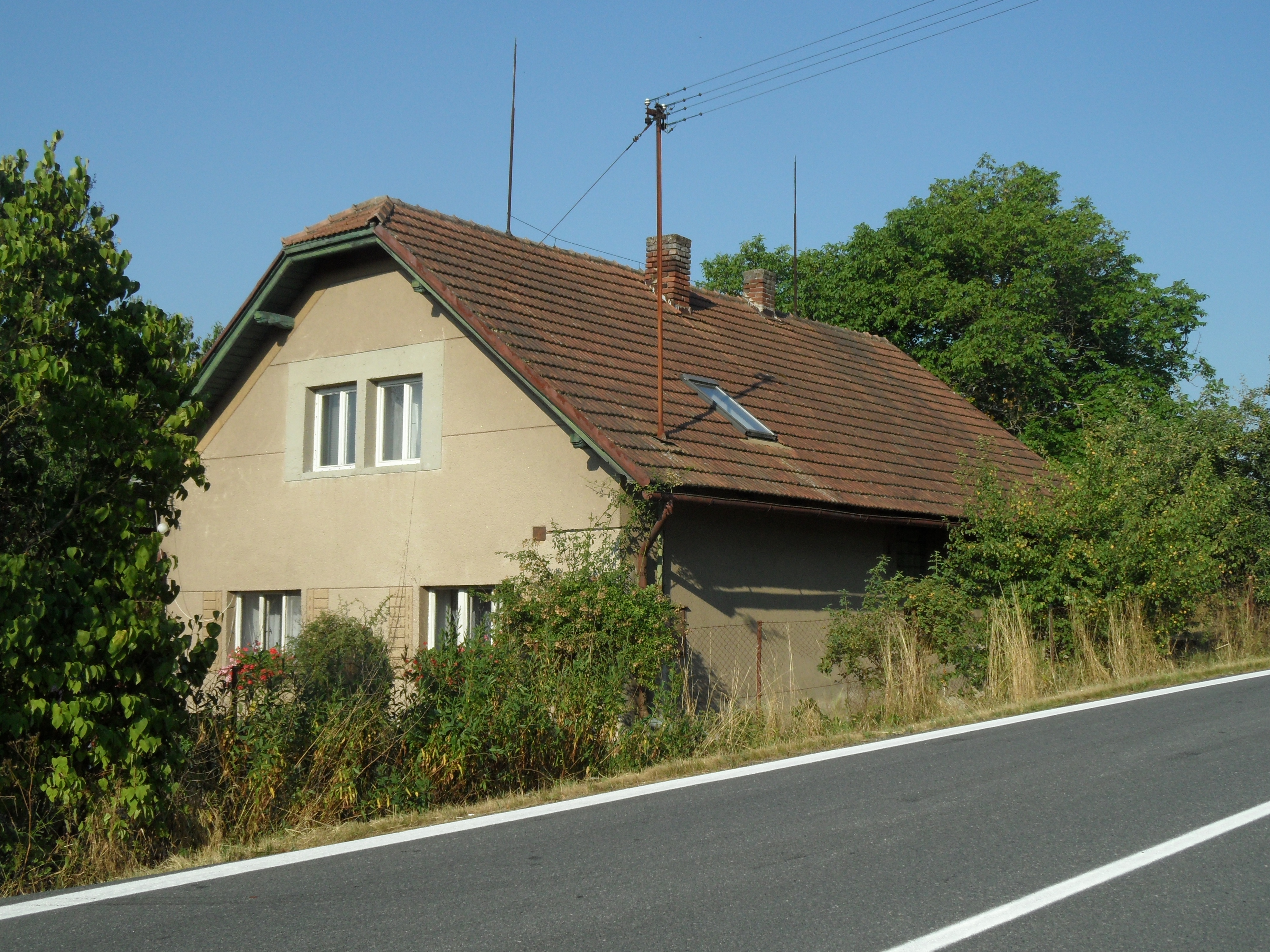
Dům pod silnicí
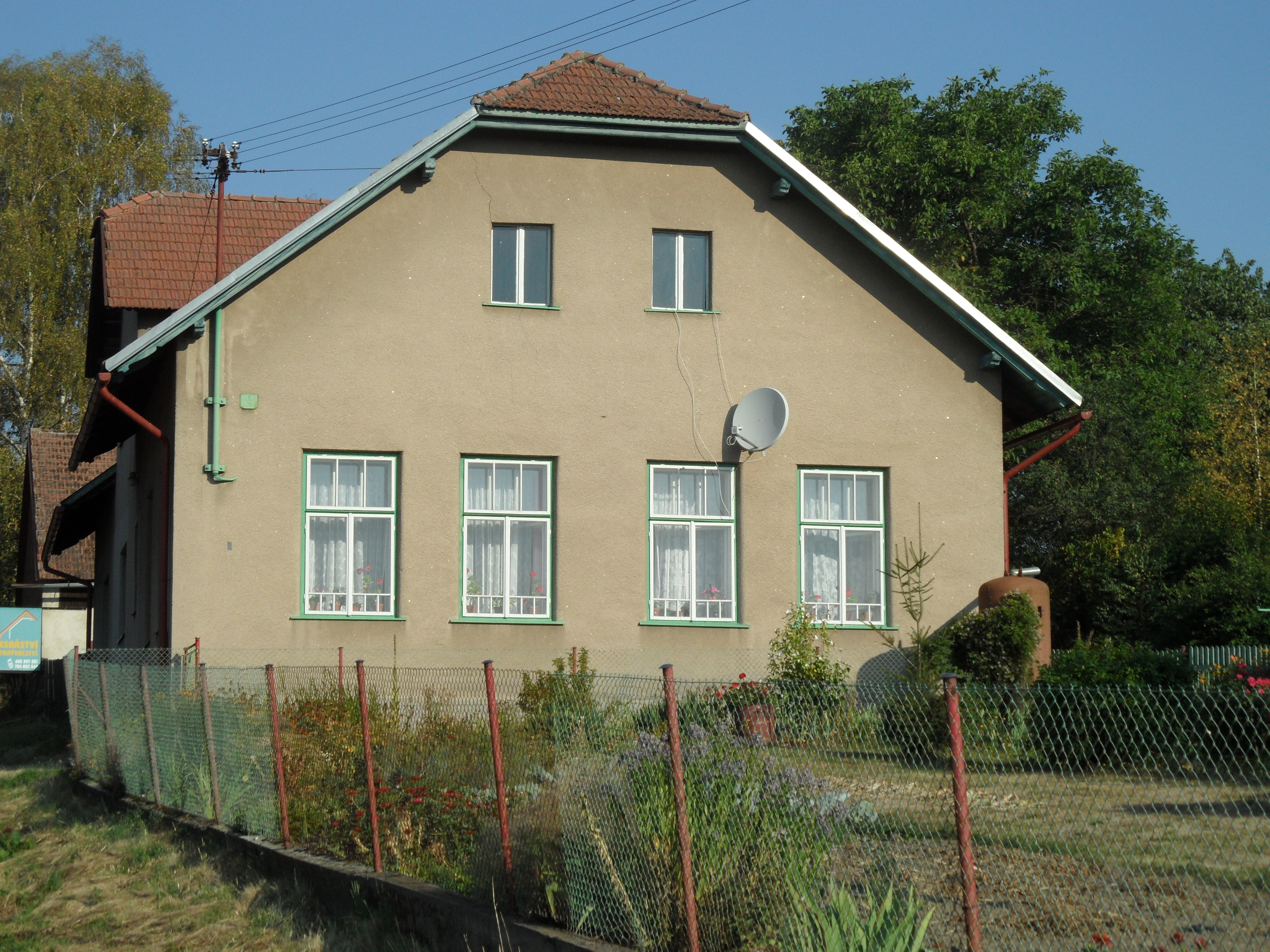
Velký dům
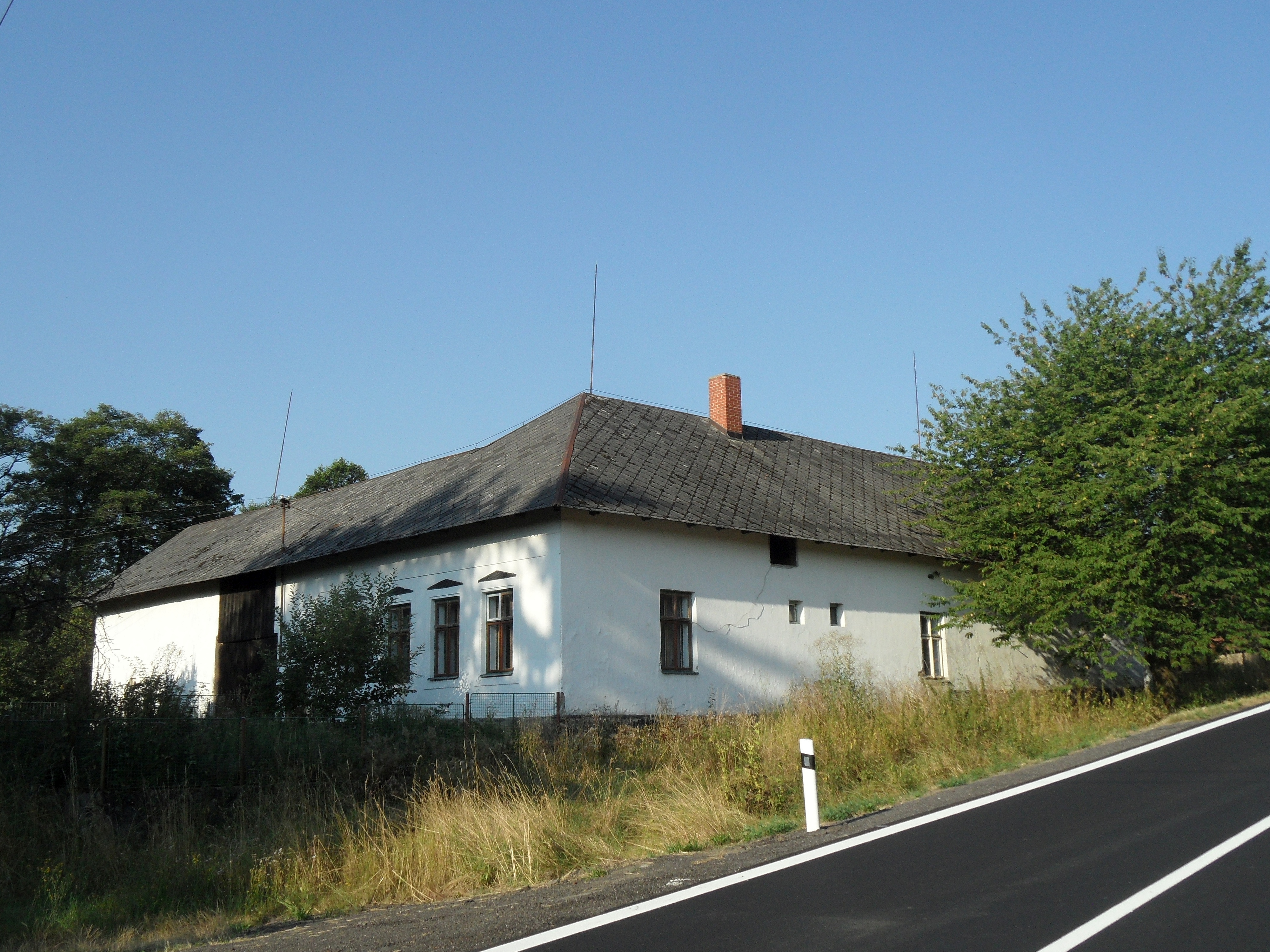
Dům u silnice
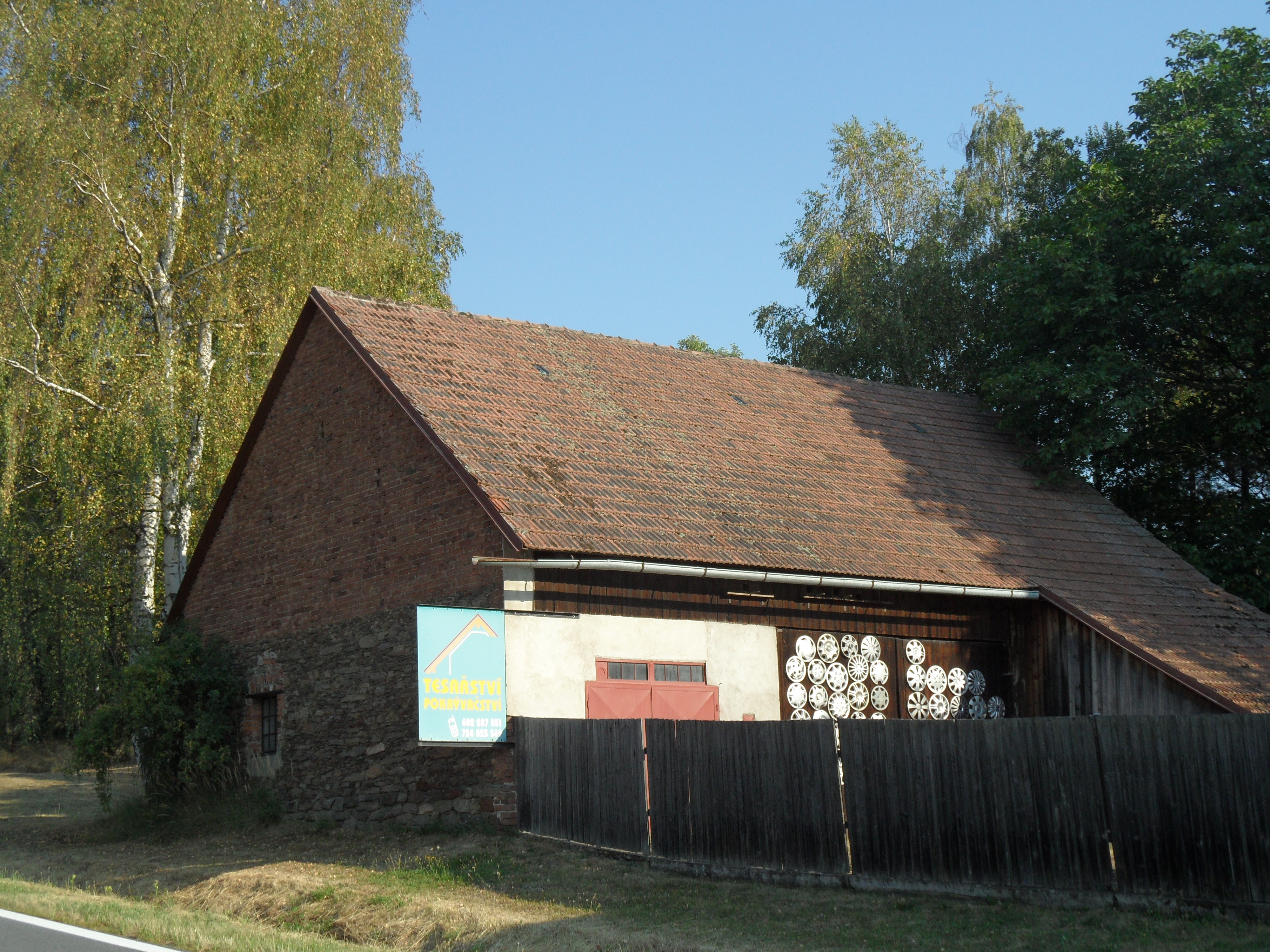
Tesařství a pokrývačství